# Violetta Patroniak
Violetta Patroniak – polska prof. dr hab. nauk chemicznych, kierownik Zakładu Chemii Bionieorganicznej Wydziału Chemii Uniwersytetu im. Adama Mickiewicza w Poznaniu.

## Życiorys
W 1988 roku  ukończyła studia chemiczne na Uniwersytecie im. Adama Mickiewicza. W 1995 r. uzyskała doktorat za pracę pt. Efektywność pierwiastków ziem rzadkich i alkalicznych w syntezie nowych związków makrocyklicznych i acyklicznych, a w 2006 r. stopień doktora habilitowanego na podstawie rozprawy zatytułowanej Samoorganizacja w kompleksach jonów metali d-i f-elektronowych. W 2014 r. nadano jej tytuł profesora nauk chemicznych.
Jest recenzentem 14 prac doktorskich oraz trzech prac habilitacyjnych. Wypromowała pięciu doktorów.

## Wybrane publikacje
- Violetta Patroniak i inni, Synthesis and Luminescence Properties of New Dinuclear Complexes of Lanthanide(III) Ions, „European Journal of Inorganic Chemistry”, 2004, s. 2379–2384, DOI: 10.1002/ejic.200300868 (ang.).
- Violetta Patroniak i inni, Self-Assembly and Characterization of Homo- and Heterodinuclear Complexes of Zinc(II) and Lanthanide(III) Ions with a Tridentate Schiff-Base Ligand, „European Journal of Inorganic Chemistry”, 2006, s. 144–149, DOI: 10.1002/ejic.200500699 (ang.).
- Adam Gorczyński i inni, Quaterpyridines as Scaffolds for Functional Metallosupramolecular Materials, „Chemical Reviews”, 116 (23), 2016, s. 14620–14674, DOI: 10.1021/acs.chemrev.6b00377 (ang.).